# ALPG Tour
De ALPG Tour is een professioneel golftour voor vrouwen in Australië en Nieuw-Zeeland. ALPG staat voor Australian Ladies Professional Golf.

## Geschiedenis
In 1972 werd de ALPG Tour opgericht als de "Ladies Professional Golf Association of Australia" (LPGAA), dat in 1991 hernoemd werd tot de huidige naam. In de eerste drie decennia was de ALPG Tour niet zo bekend in de golfwereld totdat het deelnemersveld sterk aan het groeien was in begin de jaren 2000. In 2004 behaalde de golftour voor het eerst meer dan 150 deelneemsters.
De belangrijkste golftoernooien op de ALPG Tour zijn de Australian Ladies Masters en het Women's Australian Open, dat later ook deel uitmaakt van de Ladies European Tour (LET). Sinds 2010 staat het New Zealand Women's Open, opgericht in 2009, ook op de kalender van de LET. Sinds 2011 staat het Women's Australian Open ook op de kalender van de LPGA Tour.

## Majors
De ALPG Tour erkent de onderstaande toernooien als "Majors":
- Women's Australian Open, opgericht in 1974
- Women's Victorian Open, opgericht in 1988
- Australian Ladies Masters, opgericht in 1990
- Women's New South Wales Open, opgericht in 2006, major sinds 2008
- New Zealand Women's Open, opgericht in 2009

## Order of Merit
De Order of Merit sinds de eerste seizoen 1988/1989:
- 1988/89:  Corinne Dibnah
- 1989/90:  Nicole Lowien
- 1990/91:  Jenny Sevil
- 1991/92:  Corinne Dibnah
- 1992/93:  Karen Lunn
- 1993/94:  Corinne Dibnah
- 1994/95:  Karrie Webb
- 1995/96:  Mardi Lunn

- 1996/97:  Karrie Webb
- 1997/98:  Karrie Webb
- 1998/99:  Karrie Webb
- 1999/00:  Karrie Webb
- 2000/01:  Karrie Webb
- 2001/02:  Karrie Webb
- 2002/03:  Rebecca Stevenson
- 2003/04:  Rachel Hetherington

- 2004/05:  Karrie Webb
- 2005/06:  Nikki Campbell
- 2006/07:  Karrie Webb
- 2007/08:  Karrie Webb
- 2008/09:  Katherine Hull
- 2009/10:  Karrie Webb
- 2010/11:  Kristie Smith
- 2011/12:  Lindsey Wright

- 2012/13:  Stacey Keating
- 2013/14:  Karrie Webb
- 2014/15:  Su Oh
- 2015/16:  Karrie Webb
- 2016/17:  Sarah Jane Smith